# Dsungarischer Zwerghamster
Der Dsungarische Zwerghamster (Phodopus sungorus) ist eine Art der Kurzschwanz-Zwerghamster. Der Campbell-Zwerghamster wird ihm als eigenständige Art innerhalb der Phodopus-sungorus-Gruppe gegenübergestellt oder als Unterart zugeordnet.
Der Dsungarische Zwerghamster bewohnt die Steppen des nordöstlichen Kasachstans und südwestlichen Sibiriens sowie entlang des Jenissei im südlichen Sibirien. Er ist nicht gefährdet und wird als Versuchs- und Heimtier gehalten.
Der Dsungarische Zwerghamster wird gewöhnlich sieben bis neun Zentimeter lang und 19 bis 45 Gramm schwer. Das weiche Fell der Oberseite ist im Sommer aschgrau bis dunkelbraun mit einem schwarzbraunen Aalstrich. Das Fell der Unterseite ist weißlich. Es verläuft an den Körperseiten in drei Bögen nach oben und ist durch eine Linie aus schwarzbraunen Haaren vom Fell der Oberseite abgegrenzt. Im Winter ist das Fell teilweise oder vollständig weiß.
Der selbst gegrabene Bau des Dsungarischen Zwerghamsters besteht aus mehreren Gängen und einer Nestkammer. Häufig bewohnt er die Baue anderer Kleinsäuger.
Er ernährt sich hauptsächlich von Pflanzensamen, weniger von Insekten.

## Merkmale

### Körpermaße
Die Kopf-Rumpf-Länge des Dsungarischen Zwerghamsters beträgt 70 bis 90 Millimeter, die Länge des Schwanzes 5 bis 15 Millimeter. Die Hinterpfoten sind 11 bis 15 Millimeter lang, die Ohrmuscheln 11 bis 16 Millimeter.
Das Körpergewicht unterliegt einem ausgeprägten Jahresrhythmus und ist im Juli sowie August am höchsten und im Dezember oder Januar am niedrigsten.
Bei Männchen reicht das Körpergewicht gewöhnlich von 19 bis 45 Gramm, bei Weibchen von 19 bis 36 Gramm.
In menschlicher Obhut werden sie dagegen etwas schwerer – ab 60 Gramm gelten sie als übergewichtig.

### Fell und Farbe
Im Sommer ist das Fell des Dsungarischen Zwerghamsters auf dem Rücken aschgrau bis dunkelbraun, gelegentlich mit einem hellbraunen Farbstich.
Die Haarspitzen sind schwarz und die Haarbasis ist dunkelschieferblau.
Das Gesicht ist graubraun, die Mundgegend und die Bereiche der Schnurrhaare und der Ohren sind etwas heller.
Die Ohrmuscheln sind grau mit einem blassrosa Farbton,
die Außenseite der Ohrmuscheln sowie die Augenränder sind schwarz. Der Rest des Kopfes ist dunkelbraun bis schwarz. Von einem dunklen Fleck auf dem Scheitel bis zur Schwanzwurzel verläuft ein schwarzbrauner Aalstrich.
Dieser ist an der schmalsten Stelle dreieinhalb Millimeter breit.
Die Kehle, der Bauch, der Schwanz und die Gliedmaßen sind weißlich
mit vereinzelten schwarzen Haaren. Die Haare der Unterseite sind vollständig weiß
oder blaustichig an der Haarbasis.
Das helle Fell der Unterseite erstreckt sich an den Schultern, den Flanken und den Hüften in drei Bögen nach oben. Es ist vom dunkleren Fell der Oberseite durch die aus schwarzbraunen Haaren bestehende Dreibogenlinie abgegrenzt.
Im ersten Winter ist das Fell der meisten Hamster dichter
und vollständig
oder bis auf den Aalstrich weiß,
manchmal mit einem grauen Farbstich auf dem Kopf.
Mehr als zehn Prozent der Hamster behalten im ersten Winter das Sommerfell bei. Im zweiten Winter wechseln nur wenige in das Winterfell und die Winterfärbung ist weniger ausgeprägt. Der Fellwechsel zum Winterfell beginnt im Oktober oder November und ist im Dezember abgeschlossen, der zum Sommerfell beginnt im Januar oder Februar und ist im März oder Anfang April abgeschlossen.
Beide Fellwechsel verlaufen von Stellen auf dem Kopf und dem hinteren Teil des Rückens zu den Seiten, den Gliedmaßen und der Unterseite.
Die Haare der Oberseite sind im Sommer etwa 10 Millimeter lang, im Winter 10,2 Millimeter.
Es wird vermutet, dass die Pigmentierung der Haare durch das Hormon Prolaktin gesteuert und von Sexualhormonen beeinflusst wird.
Die Tageslänge muss weniger als 14 Stunden betragen, um den Wechsel zum Winterfell auszulösen.
Der Wechsel zum Winterfell kann schon im Sommer durch Haltung unter kurzen Tageslängen ausgelöst werden. Der Wechsel zurück ins Sommerfell tritt dann schon im Herbst ein, ohne dass die Tageslängen verändert werden. Bei Innentemperaturen gehaltene Hamster beginnen später mit dem Wechsel ins Winterfell und früher mit dem ins Sommerfell. Die Winterfärbung ist bei ihnen weniger ausgeprägt.
Die Augen des Dsungarischen Zwerghamsters sind schwarz.

### Schädel
Laut Winogradow und Argiropulo (1941) beträgt die größte Länge des Schädels 23 bis 25 Millimeter,
laut Ross (1992) misst die Occipitonasallänge dagegen 25 bis 27 Millimeter.
Die Paukenblasen sind abgeflacht und klein und jede ist mit einer leicht röhrenförmigen, nach vorne und zur Mitte gerichteten Ausbuchtung versehen, die bis zum Hamulus pterygoideus des Flügelbeins reicht.

## Lebensweise

### Lebensraum und Populationsdichte
Zum Lebensraum des Dsungarischen Zwerghamsters gehören die Halbwüsten in Zentralasien.
Er wurde in Trockensteppen, auf Weizen- und Luzernefeldern sowie auf kleinen Äckern in den Wäldern der Region um Minussinsk
und den Getreidefeldern Kasachstans gefunden. Im nordwestlichen Teil seines Verbreitungsgebiets bewohnt er zudem Wiesen und Birkenstände.
Die Populationsdichte ist unterschiedlich hoch. Von 151 im Jahr 1963 in der Koibalsteppe Chakassiens gefangenen Kleinsäugern waren 31,8 Prozent Dsungarische Zwerghamster.

### Bau

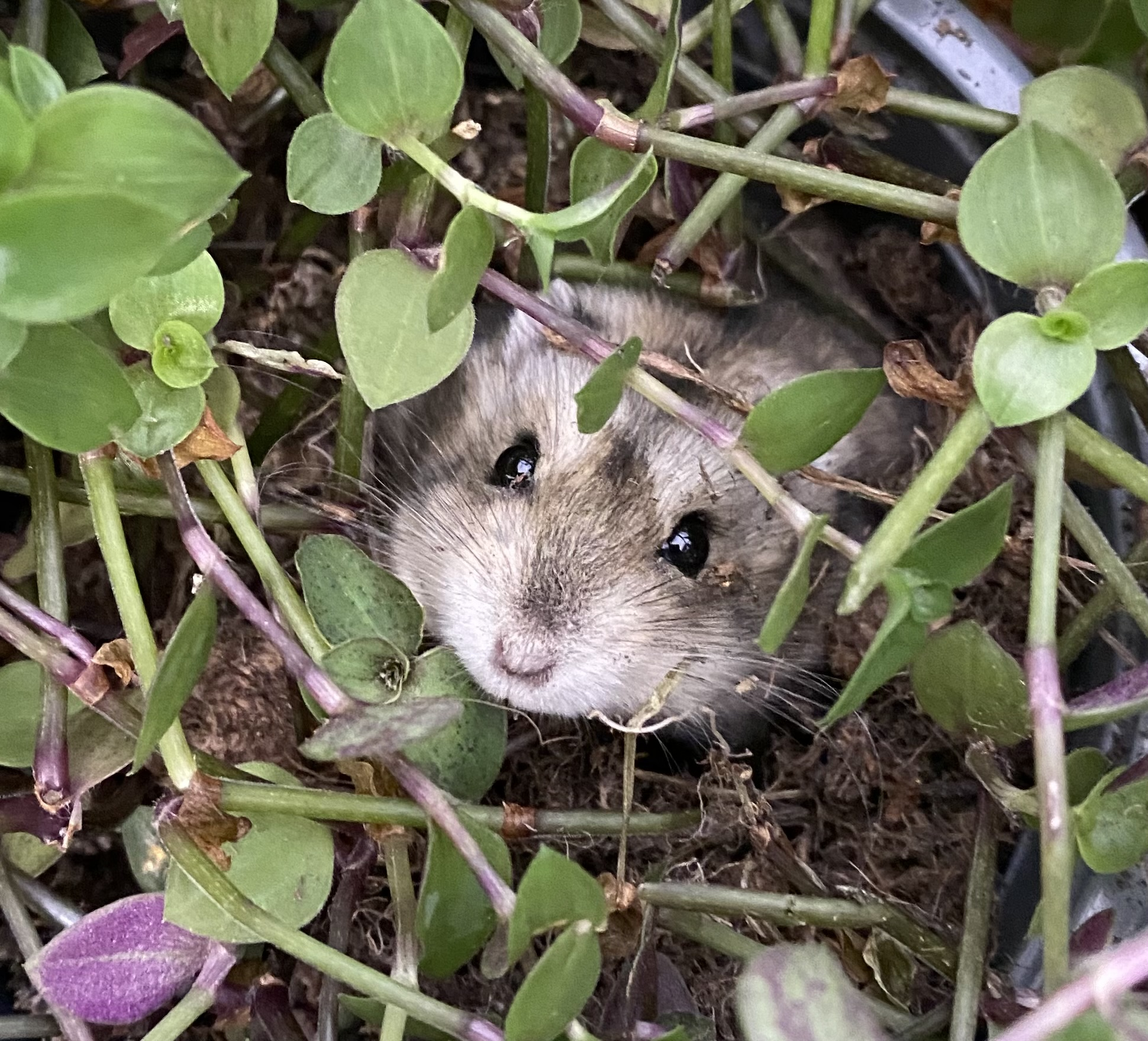
Phodopus sungorus im Eingang zum Bau

Der Bau des Dsungarischen Zwerghamsters variiert in verschiedenen Teilen seines Verbreitungsgebiets.
In Kasachstan besteht er aus senkrechten Gängen mit vier bis sechs Eingängen, die Nestkammer befindet sich etwa einen Meter unter der Erdoberfläche.
In Chakassien besteht der Bau aus mehreren waagerechten und senkrechten Gängen, die mit einem etwa 35 Zentimeter unter der Erdoberfläche liegenden Hauptgang verbunden sind. Im Sommer besteht die Polsterung des Nestes aus Moos, im Winter aus gesammeltem Tierfell. In der Koibalsteppe Chakassiens bewohnt der Dsungarische Zwerghamster meist die Baue von Murmeltieren und anderen Säugetieren und legt nur selten eigene Baue an.
Unter halbnatürlichen Bedingungen gegrabene Baue weisen eine höhere Luftfeuchtigkeit und geringere Temperaturschwankungen als ihre Umgebung auf.

### Ernährung und Fressfeinde
Der Dsungarische Zwerghamster ernährt sich hauptsächlich von Samen wilder Pflanzen, größtenteils Gräsern, jedoch werden auch Insekten, besonders Heuschrecken, verspeist.
Bei 40 untersuchten Hamstern fanden Judin und Mitarbeiter (1979) Pflanzensamen in 32 Mägen, vegetative Pflanzenteile in 11 Mägen und Insekten in 15 Mägen. Im Winter beobachteten sie Dsungarische Zwerghamster beim Verspeisen unverdauter Körner aus Pferdeäpfeln.
Im Sommer werden mehr komplexe Kohlenhydrate kombiniert mit Fetten aufgenommen, im Winter erhöht sich die Aufnahme von komplexen Kohlenhydraten mit Eiweißen und verringert sich die Aufnahme von Fetten.
Zu den Fressfeinden gehört das Mauswiesel.

## Verbreitung und Bestand

Verbreitung des Dsungarischen Zwerghamsters:
Ganzjähriges Vorkommen

Das hauptsächliche Verbreitungsgebiet des Dsungarischen Zwerghamsters sind die Steppen des nordöstlichen Kasachstans und südwestlichen Sibiriens.
Daneben bewohnt er die chakassische und minussinsker Steppe entlang des Jenissei. Die beiden Verbreitungsgebiete sind räumlich voneinander sowie von denen des Campbell-Zwerghamsters und des Roborowski-Zwerghamsters getrennt.
1876 kam er noch häufig in niedrigen Lagen Turkestans vor.
Die Weltnaturschutzorganisation IUCN stuft den Dsungarischen Zwerghamster als nicht gefährdet ein.

## Systematik und Nomenklatur

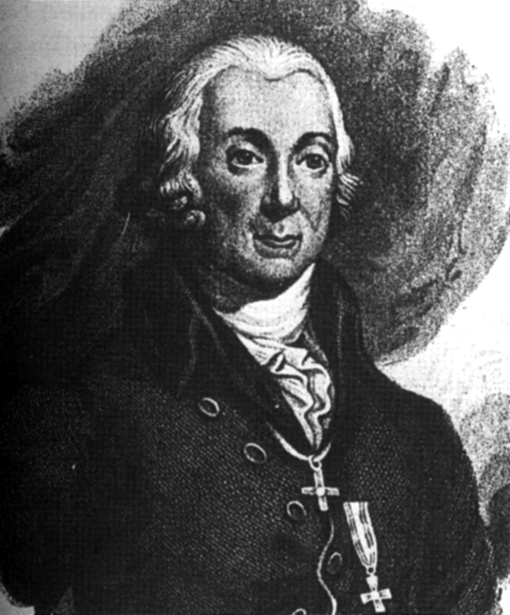
Peter Simon Pallas beschrieb den Dsungarischen Zwerghamster 1773 als Mus sungorus.

Der Dsungarische Zwerghamster ist eine Art der Kurzschwanz-Zwerghamster. Der Campbell-Zwerghamster wird ihm als eigenständige Art innerhalb der Phodopus-sungorus-Gruppe gegenübergestellt oder als Unterart zugeordnet.
Weitere Unterarten werden nicht unterschieden.
Das Typusexemplar des Dsungarischen Zwerghamsters beschrieb Peter Simon Pallas 1773 als Mus sungorus.
Der Artname sungorus leitet sich von der Dsungarei ab, die jedoch nach heutigem Verständnis außerhalb des Verbreitungsgebiets liegt.
Den Fundort des Typusexemplars geben Ellerman und Morrison-Scott (1951) mit „Gratschewsk, 100 Kilometer westlich von Semei“ in Kasachstan an,
Argiropulo (1933) nennt als Fundort dagegen die Barabasteppe in Russland.
1778 benannte Pallas den Dsungarischen Zwerghamster in Mus songarus um.
Ned Hollister ordnete ihn 1912 der Gattung Phodopus zu,
Oldfield Thomas 1917 der neuen Gattung Cricetiscus.
A. I. Argiropulo gab 1933 der Schreibweise sungorus den Vorrang
und vereinte ihn als Unterart Phodopus sungorus sungorus mit dem Campbell-Zwerghamster.

## Dsungarischer Zwerghamster und Mensch
Der Dsungarische Zwerghamster vermehrt sich gut in menschlicher Obhut und ist leicht zu zähmen. Der Durchschnitt pro Wurf beträgt vier Jungtiere. Es sind auch Würfe mit einem bis neun Jungtieren möglich.
Er ist als Tiermodell zur Untersuchung von Depressionen geeignet, da insbesondere bei Männchen eines gemischtgeschlechtlichen Paars das Körpergewicht zu- und die soziale Interaktion sowie das Erkundungsverhalten abnehmen, wenn das Paar getrennt wird.
Cantrell und Padovan (1987) fassen Pflege, Handhabung, Anfälligkeit für Krankheiten und Verwendung in der Forschung zusammen.

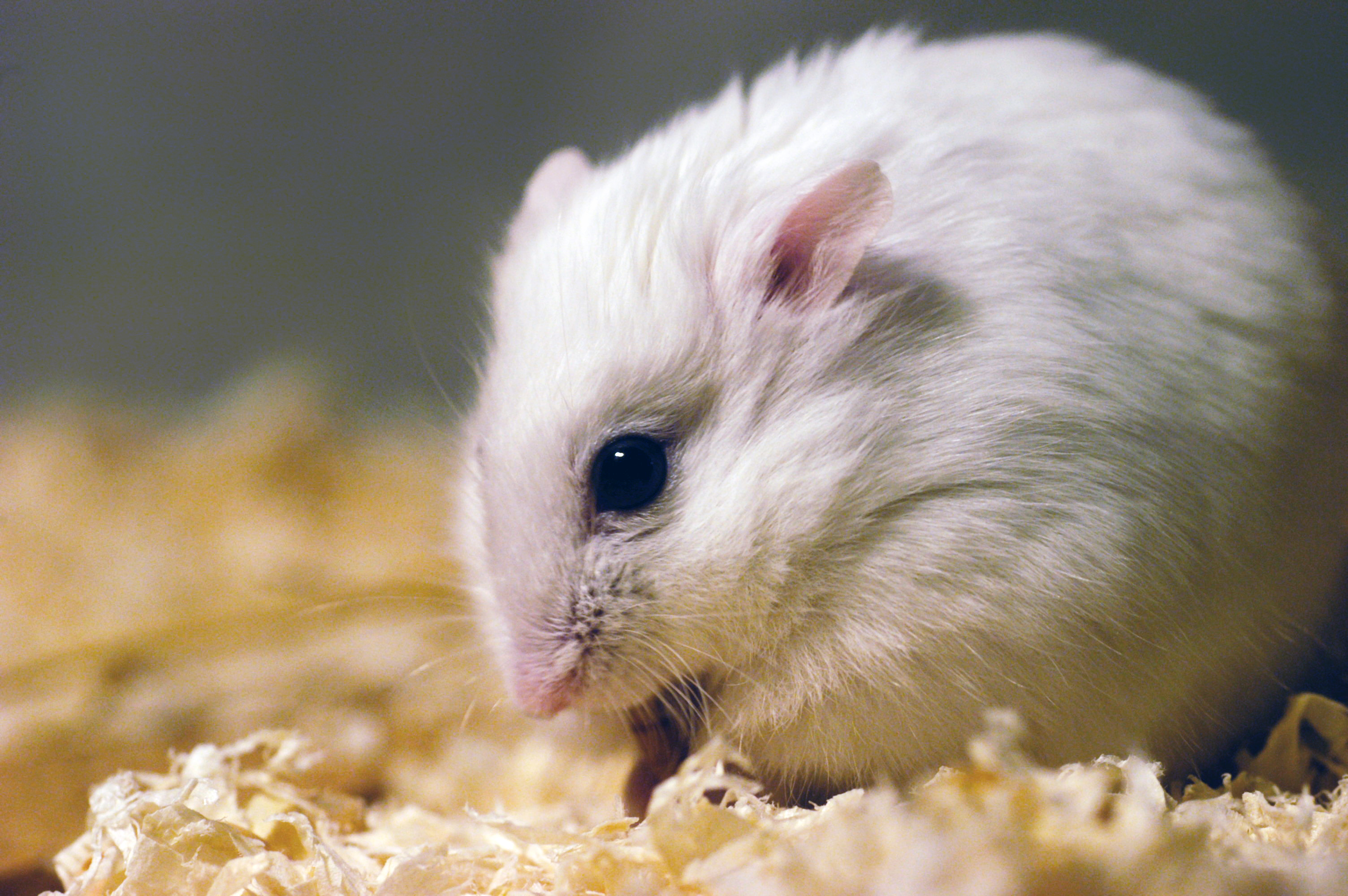
Perlmuttfarbener Dsungarischer Zwerghamster

Neben der natürlichen, als „wildfarben“ oder „agouti“ bezeichneten und dominant vererbten Färbung treten in menschlicher Obhut weitere Farben auf:
- Bei der Farbe „Winterweiß“ (Agouti) entspricht die Fellfarbe der des typischen Winterfells. Die Helligkeit kann variieren. Das Fell der Oberseite ist gräulich weiß, das der Unterseite, der Pfoten und des Schwanzes ist weiß. Der Aalstrich sowie die Dreibogenlinie sind hell- bis dunkelgrau, die Ohren sind grau und die Augen schwarz. Die Farbe wird dominant vererbt.[9]
- Bei der Farbe „Saphir“ oder „Blau“ sind die Haare der Oberseite bläulich grau, die Haarbasis ist dunkelblau-grau. Das Fell der Unterseite ist schmutzig weiß mit Blaustich. Die Dreibogenlinie ist deutlich zu erkennen. Der Aalstrich und andere bei der Wildfarbe dunkle Zeichnungen sind dunkelblau-grau und wesentlich blasser. Die Ohrmuscheln sind dunkelgrau, die Augen schwarz. Die Farbe kann im Winter wesentlich heller werden. Sie wird rezessiv vererbt und trat erstmals 1988 in Großbritannien auf.[9][6]
- Bei der Zeichnung „Perlmutt“ oder „Pearl“ (Pearl ist ein Zeichnungsgen und kommt immer in Zusammenhang mit dem Farbgen Saphir oder Agouti „Winterweiß“ vor) sind die Haare der Oberseite weiß. Die Haarspitzen sind leicht und gleichmäßig gefärbt, die Haarbasis ist dunkel. Dazwischen befinden sich schwarze Leithaare. Das Fell der Unterseite ist weiß. Der Aalstrich und andere bei der Wildfarbe dunkle Zeichnungen sind kaum oder nicht zu erkennen. Die Ohrmuscheln sind hellgrau, die Augen schwarz. Die Fruchtbarkeit männlicher Hamster ist möglicherweise eingeschränkt. An der Ausbildung der Farbe sind womöglich zwei Gene beteiligt. Die Farbe trat erstmals 1989 in Großbritannien auf.[9][6]

## Verwendete Literatur
Hauptsächlich verwendete Literatur:
- Patricia D. Ross: Phodopus sungorus. In: Mammalian Species. Band 595, 1998, S. 1–9 (web.archive.org [PDF; 1,1 MB; abgerufen am 13. August 2021]).

Weitere mehrmals zitierte Literatur:
- Anatoly Iwanowitsch Argiropulo: Die Gattungen und Arten der Hamster (Cricetinae Murray, 1866) der Paläarktik. In: Zeitschrift für Säugetierkunde. Band 8, 1933, S. 129–149.
- J. Figala, Klaus Hoffmann, G. Goldau: Zur Jahresperiodik beim Dsungarischen Zwerghamster Phodopus sungorus Pallas. In: Oecologia. Band 12, 1973, S. 89–118, doi:10.1007/BF00345511.
- A. I. Krylzow, I. G. Schubin: Über die Ökologie des Eversmann-Zwerghamsters (Cricetulus eversmanni) und des Dsungarischen Zwerghamsters (Phodopus sungorus). In: Soologitscheski Schurnal. Band 43, 1964, S. 1062–1070 (Russischer Originaltitel: Об экологии хомячков Эверсманна (Cricetulus eversmanni) и джунгарского (Phodopus sungorus)).
- Peter Simon Pallas: Reise durch verschiedene Provinzen des Russischen Reichs. Zweyter Theil. Kayserliche Academie der Wissenschaften, Sankt Petersburg 1773.
- Stephan Steinlechner: Djungarian hamster and/or Siberian hamster: Who is Who? In: European Pineal Society NEWS. Band 38, 1998, S. 7–11 (Online [PDF; 104 kB; abgerufen am 13. August 2021]).
- Boris Stepanowitsch Winogradow, A. I. Argiropulo: Fauna of the USSR. Mammals. Israel Program for Scientific Translations, Jerusalem 1968 (Englische Übersetzung der russischen Originalausgabe von 1941).